# Charadrahyla
Charadrahyla Faivovich, Haddad, Garcia, Frost, Campbell, and Wheeler, 2005 è un genere di rane della famiglia Hylidae.
Questo genere è stato introdotto nel 2005 a seguito della revisione della famiglia Hylidae. Le specie di questo genere erano precedentemente inserite nel genere Hyla.

## Specie
Il genere comprende 10 specie:
- Charadrahyla altipotens (Duellman, 1968)
- Charadrahyla chaneque (Duellman, 1961)
- Charadrahyla esperancensis Canseco-Márquez, Ramírez-González, and González-Bernal, 2017
- Charadrahyla juanitae (Snyder, 1972)
- Charadrahyla nephila (Mendelson & Campbell, 1999)
- Charadrahyla pinorum (Taylor, 1937)
- Charadrahyla sakbah Jiménez-Arcos, Calzada-Arciniega, Alfaro-Juantorena, Vázquez-Reyes, Blair, and Parra-Olea, 2019
- Charadrahyla taeniopus (Günther, 1901)
- Charadrahyla tecuani Campbell, Blancas-Hernández, and Smith, 2009
- Charadrahyla trux (Adler & Dennis, 1972)